# Dekanat Jastrzębie-Zdrój
Dekanat Jastrzębie-Zdrój − jeden z 37 dekanatów katolickich w archidiecezji katowickiej. Obejmuje obecnie 7 parafii. 

## Historia
Utworzony w 1955 z 12 parafii wydzielonych z dekanatów wodzisławskiego i żorskiego, położonych na terenie gromad Jastrzębie Górne, Jastrzębie-Zdrój, Moszczenica, Mszana, Połomia i Ruptawa w powiecie wodzisławskim i gromady Borynia w powiecie rybnickim. Część parafii wyłączono następnie do powstałego później dekanatu Jastrzębie Górne.

## Parafie
| Lp | Parafia                                                                 | Data powstania   | Proboszcz              | Adres                                                 | Zdjęcie |
| -- | ----------------------------------------------------------------------- | ---------------- | ---------------------- | ----------------------------------------------------- | ------- |
| 1  | Jastrzębie-Zdrój – Ruptawa Niepokalanego Serca Najświętszej Maryi Panny | przed XV w.      | ks. Bogusław Zalewski  | ul. ks. Emanuela Płonki 5, 44-337 Jastrzębie Zdrój    |         |
| 2  | Połomia Nawiedzenia Najświętszej Maryi Panny                            | XIII/XIV w.      | ks. Marek Długajczyk   | ul. Centralna 50, 44-323 Połomia                      |         |
| 3  | Mszana św. Jerzego                                                      | przed XV w.      | ks. Marceli Rabstein   | ul. Mickiewicza 88 44-325 Mszana                      |         |
| 4  | Jastrzębie-Zdrój – Moszczenica Matki Bożej Różańcowej                   | 1 sierpnia 1925  | ks. Arkadiusz Sitko    | ul. Kościelna 3 44-330 Jastrzębie-Zdrój               |         |
| 5  | Jastrzębie-Zdrój Najświętszego Serca Pana Jezusa                        | 10 czerwca 1951  | ks. Dariusz Neterowicz | ul. 1 Maja 36 44-330 Jastrzębie-Zdrój                 |         |
| 6  | Jastrzębie-Zdrój św. Barbary i św. Józefa                               | 1 lutego 1976    | ks. Czesław Szaforz    | ul. bpa Herberta Bednorza 1a, 44-330 Jastrzębie-Zdrój |         |
| 7  | Jastrzębie-Zdrój Podwyższenia Krzyża Świętego                           | 14 września 1983 | ks. Marek Zientek      | ul. Kusocińskiego 45, 44-330 Jastrzębie-Zdrój         |         |